# Spidikflotes
Spidikflotes es una banda española de hardcore punk, la cual usa la música como un arma de difusión ideológica, más concretamente de difusión anarquista.

## Biografía
El origen de Spidikflotes fue a principios de 1993 con idea de hacer un punk distinto a lo que se estaba escuchando por ahí. Aquella era una formación distinta a la actual: Skatelico - voz, Keko – guitarra y coros, Iván – bajo y coros y Merce – batería. Con sus propios medios y mucho ahínco, conseguimos que Potencial Hardcore nos editara la cinta de nuestra maqueta “2 hardcore” en 1995. Después de esto el grupo se dispersó momentáneamente. Iván, que previamente había formado parte de Petra de fenetra, emigró a un grupo de Death metal llamado Avulsed, Keko fue a parar a Kondenados por kristo, y los demás desaparecieron sin más. Después de las respectivas experiencias, Keko e Iván volvieron con el proyecto hasta evolucionar a una nueva formación: Nacho – voz, Bure – guitarra y coros, Iván – bajo y coros y Vaka (exbatería de Spansuls 15mg) – Batería y coros.
Entonces se grabó el primer disco “…A contracorriente” a finales de 1999 con el sello W.C. records, y con el tiempo y muchos percances conseguimos terminar el segundo doble CD “¿Razones?” a principios de 2002 con la ayuda inestimable de Dani (exguitarrista de Raskaypica y actual guitarrista de Frecuencia fantasma y cantante de la nueva formación de Espasmódicos), nuevamente con W.C. records. Después de desavenencias entre varios miembros del grupo la banda decidió seguir adelante con el proyecto aunque solo quedaron Iván, antiguo bajista, ahora tocando la guitarra y Bure, antiguo guitarrista, pasando a tocar la batería. Con lo cual pasaron a formar parte de la nueva formación, Samuel, al bajo, Pollito a la segunda guitarra y finalmente Largo a la voz. Con esta última formación se grabó el tercer disco llamado Tiempo al tiempo a finales del 2007, cinco años después de las disputas. Vuelve a haber un cambio en la formación quedando únicamente Iván, compositor y líder de la banda desde los inicios, pasando a la batería el esperado Juan Ramón que ya fue probado en la transición de los cinco años, que por otro lado hay que dejar claro que en ningún momento se quedó la banda parada puesto que se tocaron varios conciertos con alguna variación en la formación que no merece mención salvo Silvano, exbatería de Los Muertos de Kristo. Finalmente, un último cambio deja en spidikflotes su formación definitiva y consolidada con la aparición de Alex, que sustituye a juan Ramon en la batería, y kike, que pasa a ser el nuevo cantante de la banda, con estos últimos cambios, spidikflotes continúa su camino con una formación nueva, joven, fuerte y comprometida

## Discografía
- 2 hardcore - Maqueta 1995
- … a contracorriente – 1 °C.D. 1999
- ¿Razones? – 2 °C.D. Doble 2002
- Tiempo al tiempo- 3 °C.D. 2007
- Infierno punk - Ep con 4 temas 2010

- Datos: Q6133230